# 民政党 (韓国)
民政党（みんせいとう）は、第三共和国時代の大韓民国における政党である。第二共和国時代の与党である民主党から尹潽善大統領を支持する旧派が離党して結成した新民党の関係者が主体となった。

## 概要
1961年の5・16軍事クーデター以降の政治活動規制措置が解かれた後の1963年1月27日に結成発起人大会が開催、同年5月14日に結成された。当初、民主党や新政党など他の保守野党と連合して統合野党を結成すべく｢国民の党｣結成に参加しようとしたが、大統領候補の座を巡り他党と折り合いがつかなかったため、｢国民の党｣から離脱して、同年9月12日に改めて党大会を開いた。基本路線は自由民主主義と平和的政権交代とし、代表最高委員に金炳魯、第5代大統領選挙の候補者に尹潽善が選出された。大統領選挙にて尹潽善候補は、民主共和党公認の朴正煕候補と争ったが、15万票余のわずかな差で朴正熙候補に敗れた。
しかし、民政党は直後に行なわれた総選挙で第1野党となり、日本との国交回復のため行われた日韓会談に反対する闘争をするための「対日屈辱外交反対、凡国民闘争委員会｣を組織、野党共同で闘争を進めた。その結果、1964年12月26日に自由民主党を吸収・統合したのに続いて、第2野党の民主党と統合を果たし、第三共和国における初めての統合野党である民衆党を発足させた。

## 党勢推移
| 年月日         | 代              | 候補者 | 得票数    | 得票率 | 当落 |
| -------------- | --------------- | ------ | --------- | ------ | ---- |
| 1963年10月15日 | 第5代大統領選挙 | 尹潽善 | 4,526,541 | 45.1   | 落選 |

| 年月日         | 代          | 議席数 | 議席数 | 議席数 | 得票率 |
| 年月日         | 代          | 合計   | 地域区 | 全国区 | 得票率 |
| -------------- | ----------- | ------ | ------ | ------ | ------ |
| 1963年11月26日 | 第6代総選挙 | 41     | 27     | 14     | 20.1   |

## 朴正熙政権（第三共和国・第四共和国）時代の野党の変遷
- 尹景徹『分断後の韓国政治－1945～1986－』（木鐸社）を基にして作成した。尚、役職者名は創党当時のものである。